# ジェニファー・リン・ジャクソン
ジェニファー・リン・ジャクソン（Jennifer Lyn Jackson, 1969年3月21日 - 2010年1月22日）はアメリカ合衆国のモデル。

## 経歴
1969年3月21日、オハイオ州クリーブランドに生まれる。
1986年、North Olmsted High School卒業。オハイオ州ポーテージ郡ケントのケント州立大学に入学、会計学とビジネスを学ぶ。
1989年4月、今月のプレイメイトに選ばれる。その後、プレイボーイの特別版に何回か登場。
2007年6月30日、オハイオ州ロレイン郡オーバリンで飲酒運転の容疑で逮捕される。車内からは開封されたビールの瓶とマリファナが発見された。また、ガソリンスタンドから煙草を盗んだ罪で起訴されていたが、司法取引により飲酒運転の有罪を認め、その他の訴因は取り下げられた。懲役180日と罰金500ドルを併科され、薬物とアルコールの乱用に関してカウンセリングを受けるように命じられた。
2010年1月22日、オハイオ州カヤホガ郡ウェストレイクのトレーラーパーク内の自宅で、夫のJames Thompsonにより死んでいる状態で発見される。ヘロインのオーバードーズと報道される。

### 出版物
Arny Freytag, "Playmate Of The Month: Class Act"　Playboy　April 1989, Vol. 36, Iss. 4
Playboy's Blondes, Brunettes & Redheads (February 1990)
Playboy's Book of Lingerie Vol.15 (September 1990)
Playboy's Book of Lingerie Vol.17 (January 1991)
Playboy's Book of Lingerie Vol.27 (September 1992)
Playboy's Nudes (December 1992)
Playboy's Blondes, Brunettes & Redheads (August 1993)
Playboy's Winter Girls (February 1996)
Playboy's Celebrating Centerfolds Vol.2 (April 1999)